# Ahmed El Mazoury
Ahmed El Mazoury (Taza, 15 marzo 1990) è un mezzofondista italiano.

## Palmarès
| Anno | Manifestazione              | Sede         | Evento         | Risultato | Prestazione | Note                          |
| ---- | --------------------------- | ------------ | -------------- | --------- | ----------- | ----------------------------- |
| 2008 | Europei di corsa campestre  | Bruxelles    | Corsa U20      | 29º       | 19'35"      |                               |
| 2008 | Europei di corsa campestre  | Bruxelles    | A squadre      |           |             |                               |
| 2008 | Mondiali di corsa campestre | Edimburgo    | Corsa U20      | 69º       | 25'34"      |                               |
| 2008 | Mondiali di corsa campestre | Edimburgo    | A squadre      |           |             |                               |
| 2010 | Europei di corsa campestre  | Albufeira    | Corsa U23      | 15º       | 24'51"      |                               |
| 2010 | Europei di corsa campestre  | Albufeira    | A squadre      |           |             |                               |
| 2011 | Europei Under-23            | Ostrava      | 5000 m piani   | 9º        | 14'27"90    |                               |
| 2011 | Europei Under-23            | Ostrava      | 10000 m piani  | Argento   | 28'46"97    | Miglior prestazione personale |
| 2011 | Mondiali di corsa campestre | Punta Umbría | Corsa seniores | 68º       | 37'00"      |                               |
| 2011 | Mondiali di corsa campestre | Punta Umbría | A squadre      |           |             |                               |
| 2012 | Europei di corsa campestre  | Szentendre   | Corsa U23      | 14º       | 25'07"      |                               |
| 2012 | Europei di corsa campestre  | Szentendre   | A squadre      | 5º        | 124 p.      |                               |
| 2013 | Giochi del Mediterraneo     | Mersin       | 10000 m piani  | 4º        | 29'59"28    |                               |
| 2014 | Europei di corsa campestre  | Samokov      | Corsa seniores | 20º       | 33'43"      |                               |
| 2014 | Europei di corsa campestre  | Samokov      | A squadre      | Bronzo    | 54 p.       |                               |
| 2015 | Universiadi                 | Gwangju      | Mezza maratona | dnf       | dnf         |                               |
| 2016 | Europei                     | Amsterdam    | 10000 m piani  | 9º        | 29'29"36    |                               |
| 2018 | Europei di corsa campestre  | Tilburg      | Corsa seniores | 29º       | 29'54"      |                               |
| 2018 | Europei di corsa campestre  | Tilburg      | A squadre      | Bronzo    | 37 p.       |                               |

## Campionati nazionali
2007
- Oro ai campionati italiani allievi di corsa campestre - 14'52"

2010
- Bronzo ai campionati italiani assoluti, 10000 m piani - 30'03"99
- Oro ai campionati italiani promesse, 5000 m piani - 14'20"53

2011
- Bronzo ai campionati italiani assoluti indoor, 3000 m piani - 8'08"98

2015
- Argento ai campionati italiani assoluti, 10000 m piani - 29'27"85
- Oro ai campionati italiani universitari, 5000 m piani - 14'06'03"

2016
- Oro ai campionati italiani assoluti, 10000 m piani - 28'43"18
- 4º ai campionati italiani assoluti, 5000 m piani - 14'14"36
- Oro ai campionati italiani universitari, 5000 m piani - 14'23"40

2017
- Oro ai campionati italiani assoluti, 10000 m piani - 28'41"24
- 7º ai campionati italiani assoluti, 5000 m piani - 14'19"92
- Bronzo ai campionati italiani di 10 km su strada - 28'46"

2018
- Oro ai campionati italiani di maratonina - 1h04'03"
- 8º ai campionati italiani di 10 km su strada - 29'57"

2019
- Argento ai campionati italiani di maratonina - 1h05'09"

2022
- 20º ai campionati italiani di corsa campestre - 31'38"

2023
- 35º ai campionati italiani di corsa campestre - 32'49"

2024
- 10º ai campionati italiani di corsa campestre - 32'58"

2025
- 32º ai campionati italiani di corsa campestre - 32'26"

## Altre competizioni internazionali
2010
- 7º alla BOclassic ( Bolzano) - 29'53"
- 10º al Giro al Sas ( Trento) - 29'41"
- 9º al Memorial Peppe Greco ( Scicli) - 30'46"

2011
- 8º agli Europei a squadre ( Stoccolma), 5000 m piani - 13'45"89
- 9º al Giro podistico internazionale di Castelbuono ( Castelbuono) - 31'01"
- 9º al Giro al Sas ( Trento) - 29'38"
- 10º al Giro Media Blenio ( Dongio) - 30'46"

2012
- 7º alla BOclassic ( Bolzano) - 30'10"

2013
- Bronzo in Coppa Europa dei 10000 metri ( Pravec) - 28'36"40
- Oro a squadre in Coppa Europa dei 10000 metri ( Pravec)
- Bronzo alla Stramilano ( Milano) - 1h03'37"
- 12º al Giro Media Blenio ( Dongio) - 29'45"

2014
- 8º in Coppa Europa dei 10000 metri ( Skopje) - 28'58"01
- Argento a squadre in Coppa Europa dei 10000 metri ( Skopje)
- 7º alla BOclassic ( Bolzano) - 29'35"
- 7º al Giro Media Blenio ( Dongio) - 29'28"

2015
- 7º in Coppa Europa dei 10000 metri ( Cagliari) - 29'02"41
- Oro in Coppa Europa dei 10000 metri ( Cagliari)
- 9º alla Roma-Ostia ( Roma) - 1h02'39"
- 10º alla BOclassic ( Bolzano) - 30'01"

2016
- 8º alla Stramilano ( Milano) - 1h04'46"

2017
- 6º in Coppa Europa dei 10000 metri ( Minsk) - 29'09"93
- Argento a squadre in Coppa Europa dei 10000 metri ( Minsk)
- 5º alla Maratona di Firenze ( Firenze) - 2h24'09"

2018
- 14º alla Mezza maratona di Berlino ( Berlino) - 1h03'26"
- 14º alla BOclassic ( Bolzano) - 30'20"
- 7º alla Parelloop ( Brunssum) - 29'10"
- 10º al Giro Media Blenio ( Dongio) - 29'30"
- 8º al Giro al Sas ( Trento) - 29'49"

2019
- 16º alla BOclassic ( Bolzano) - 30'28"
- 10º alla Parelloop ( Brunssum) - 28'46" =
- 11º al Giro Media Blenio ( Dongio) - 29'48"

2023
- 12º alla Parelloop ( Brunssum) - 29'55"
- 37º alla Mezza maratona di Valencia ( Valencia) - 1h03'50"

2024
- 26º al Cross das Amendoeiras em Flor ( Albufeira) - 29'18"